# Vilém Dokoupil
Vilém Dokoupil (30. května 1852, Boskovice – 19. února 1927, Praha) byl český pedagog.

## Život
Narodil se v Boskovicích v rodině kožešníka Vincence Dokoupila a jeho ženy Barbory roz. Brhelové. Později působil deset let jako ředitel průmyslové školy v sedmihradské Bystřici (Bistrița), roku 1883 založil sochařsko-kamenickou školu v Hořicích a 21 let ji vedl. V letech 1904–1912 pracoval na vídeňském ministerstvu veřejných prací jako inspektor průmyslového školství. Zasloužil se zejména o sjednocení osnov, hmotnou podporu a vzdělání učitelů dívčích odborných („hospodyňských“) škol. Po roce 1914 se věnoval péči o zrakově postižené jako člen vedení Hradčanského ústavu slepců a Spolku pro slepecký tisk. Za svou celoživotní organizátorskou a lidumilnou činnost získal řadu ocenění od státních úřadů, obcí a spolků.
Při založení Komitétu 1866 dne 2. prosince 1888 se stal technickým referentem spolku. Společně se svými žáky i dalšími představiteli sochařské školy v Hořicích se podílel na vzniku i obnově pomníků připomínající padlé prusko-rakouské války v roce 1866.
V roce 1909 se stal čestným občanem Hořic.
Zemřel roku 1927 a byl pohřben na Olšanských hřbitovech.

## Dílo
Přispíval do Ottova slovníku naučného pod značkou Dkl.